# Folke Johansson Ängel
Folke Johansson Ängel (latinizzato in Fulco Angelus; ... – 1277) è stato un arcivescovo cattolico svedese, Arcivescovo di Uppsala dal 1267 fino alla sua morte (fu ordinato dal Papa solo nel 1274).
Era membro della famiglia Ängel, che nel XIII secolo esercitò una notevole influenza in Svezia. Una delle sue opere più importanti consiste nello spostamento della sede vescovile dalla Vecchia Uppsala all'attuale sede, Uppsala. È sepolto nella Cattedrale di Uppsala

## Genealogia episcopale
La genealogia episcopale è:
- Papa Clemente IV
- Arcivescovo Folke Johansson Ängel